# Bartholomew Ulufa'alu
Bartholomew Ulufa'alu (25. prosince 1950 – 25. května 2007 Honiara) byl politik Šalomounových ostrovů a premiér od 27. srpna 1997 do 30. června 2000.
Ulufa'alu vychodil střední školu v Aruligo, poté získal bakalářský titul ekonomie na Univerzitě Papuy Nové Guineje (UPNG), za svých studií byl mj. předsedou Studentské unie této univerzity.

## Počátky politické činnosti
B. Ulufa'alu založil odborové hnutí Solomon Islands General Worker' Union, v době získání nezávislosti ostrovů r. 1978 byl vůdcem tohoto hnutí. R. 1975 založil Národně demokratickou stranu (NADEPA), která byla na odbory úzce navázána, a současně ji vedl.Již o rok později získala tato strana 8 křesel v zákonodárném sboru a Ulufa' alu se stal jeho poslancem za východní část Honiary. V následujících volbách r. 1980 tato strana ve volbách propadla, získala jen dva mandáty a přešla do opozice. Již roku 1981 se však Ulufa'alu stává ministrem financí ve vládě Solomona Mamaloniho. Když musel r. 1984 rezignovat, věnoval se obchodu a stál v čele Komerční komory Šalomounových ostrovů a Asociace farmářů. Po roztržce uvnitř strany r. 1988 založil Ulufa'alu Liberální stranu Šalomounových ostrovů.
V letech 1989–1990 byl členem parlamentní opozice, r. 1990 rezignoval na místo v parlamentu, když přijal nabídku premiéra Mamaloniho na dobře placené místo premiérova poradce. Členem parlamentu za okrsek Aoke/Langa Langa se stal opět roku 1997 a jako poslanec setrval do svého odchodu z politiky r. 2006. Roku 1997 vystřídal Solomona Mamaloniho v úřadě premiéra.

## V úřadě premiéra
Ve své funkci musel řešit zpočátku vleklé ekonomické potíže země. Bylo nutné přejít k reformním krokům a zároveň bojovat s rozšířenou korupcí. Ve druhé polovině své vlády čelil etnickému konfliktu, který se na ostrově Guadalcanal vystupňoval ke konci roku 1998, když militantní nacionalisté začali s výhrůžnou kampaní i násilnými akcemi proti přistěhovalcům z ostrova Malaita. Během následujících let mnoho Malaiťanů skutečně Honiaru opustilo a vrátilo se na svůj ostrov. R. 1999 na Guadalcanalu zformovali Malaiťané svoji milici (Malaita Eagle). Na situaci reagovala vláda B. Ulufa'alua ke konci roku vyhlášením čtyřměsíčního výjimečného stavu. Současně se bezvýsledně snažila situaci vyřešit smírem. Roku 2000 byl premiér unesen členy milice Malaita Eagle a donucen na úřad rezignovat. Jeho nástupcem se stal dosavadní ministr financí Manasseh Sogavare. Etnický konflikt pokračoval na Šalomounových ostrovech do roku 2003, kdy intervence australské armády nastolila klid a pořádek.

## Poslední léta života
Poslední léta byl ministrem financí ve vládě Manasseha Sogavara. Rezignoval v říjnu 2006 vzhledem ke zhoršujícímu se zdravotnímu stavu a krizi ve vztazích s Austrálií, načež přešel do opozice. Již několik let trpěl stále se zhoršujícím diabetem, zčásti oslepl a r. 2004 mu byla amputována noha. Na následky těžké cukrovky také 25. května 2007 zemřel.
Bart Ulufa'alu byl na ostrovech často označován jako národní hrdina a hodnocen jako osobnost s velkým rozhledem, odvahou a nápaditostí.